# Albert B. Cummins

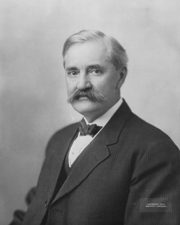
Albert B. Cummins

Albert Baird Cummins, född 15 februari 1850 i Greene County, Pennsylvania, död 30 juli 1926 i Des Moines, Iowa, var en amerikansk republikansk politiker. 
Cummins var guvernör i delstaten Iowa 1902–1908 och representerade därefter Iowa i USA:s senat från 24 november 1908 fram till sin död.
Cummins utexaminerades 1869 från Waynesburg College. Han studerade juridik i Chicago och inledde 1875 sin karriär som advokat. Han flyttade 1878 till Des Moines.
Cummins efterträdde 1902 Leslie M. Shaw som guvernör i Iowa. Senator William B. Allison avled 1908 i ämbetet. Cummins avgick som guvernör för att efterträda Allison i senaten. Han omvaldes 1909, 1914 och 1920.
Cummins tjänstgjorde 1919–1925 som president pro tempore of the United States Senate, tillförordnad talman i senaten. Han var ordförande i senatens justitieutskott 1924–1926.
Smith W. Brookhart besegrade Cummins i republikanernas primärval inför senatsvalet 1926. Cummins avled i ämbetet en månad efter förlusten i primärvalet.
Cummins var kongregationalist. Hans grav finns på Woodland Cemetery i Des Moines.